# مردیت کولکت
مردیت کولکت (انگلیسی: Meredith Colket; ۱۹ نوامبر ۱۸۷۸ – ۷ ژوئن ۱۹۴۷) ورزشکار پرش با نیزه اهل ایالات متحده آمریکا بود.